# Данбар, Хелен Фландерс
Хелен Фландерс Данбар (Helen Flanders Dunbar; 14 мая 1902, Чикаго, Иллинойс — 21 августа 1959, Кент, Коннектикут) — психолог, психоаналитик, одна из основателей психосоматической медицины, которую даже называют «матерью психосоматики».
Х.Фландерс Данбар — важная историческая фигура в психосоматической медицине и психологии XX века, автор концепции «личностных профилей», основатель Американского психосоматического общества и авторитетного периодического издания по психосоматике — журнала «Психосоматическая медицина» Архивная копия от 7 мая 2017 на Wayback Machine, сторонник холистического подхода к рассмотрению человека, а также взаимодействия врачей и духовенства в их усилиях по уходу за больными. Данбар была ученицей известного психоаналитика Феликса Дойча, широко использовала идеи З.Фрейда, а также создателя психоаналитической телесно-ориентированной терапии Вильгельма Райха. Она рассматривала пациента как взаимосвязанную комбинацию психики и сомы, стояла на позициях целостного лечения пациента. Первоначально издавалась под именем Х. Фландерс Данбар, с 1939 года профессионально известна просто как Фландерс Данбар.

## Биография

### Детство, ранние годы
Хелен Фландерс Данбар, старший ребёнок состоятельной семьи, родилась в Чикаго, штат Иллинойс, 14 мая 1902 года. Её отец, Фрэнсис Уильям Данбар (1868—1939), был инженером-электриком, математиком и патентным поверенным. Её мать, Эдит Ванн Фландерс (1871—1963), была дочерью епископального священника, профессионально занималась генеалогией и была переводчиком. Хелен имела младшего брата Френсиса, родившегося в 1906 году, он получил степень магистра в ботанике в Стэнфордском университете.
В возрасте двенадцати лет Данбар и её семья переехали в Манчестер, штат Вермонт из-за участия её отца в серьёзной судебной тяжбе. На становление характера Данбар сильно повлияли её мать, бабушка и тётя. Её мать была главой семьи и ярой феминисткой. Бабушка Данбар, Сара Иде Фландерс, была вдовой епископального священника, а тётя, Эллен Иде Фландерс хотела стать медицинским миссионером. Многими из её качеств, такие как проницательность, манипулятивность, упрямство и властность, обладала впоследствии и Хелен. Данбар также находилась под влиянием своего отца. Она была одарённой, но замкнутой, отражая застенчивый и полузатворнический характер её отца.
Вопросы, связанные с её собственным сложением и внешностью, пробудили интерес Данбар к психосоматической медицине. В детстве она страдала от мышечной формы рахита («рахитичный псевдопаралич»), а в подростковом возрасте ей поставили диагноз «нарушение обмена веществ». Из-за её болезни Данбар была описана как напряжённый и нервный ребёнок. Будучи 150 см ростом, она всегда носила туфли на платформе, одноклассники из колледжа окрестили её «Маленькая Данбар», а в Йельском университете её однокурсники дали прозвище «Карманная Минерва» из-за её маленького роста и больших достижений.

### Личная жизнь
В 1932 году она вышла замуж за Теодора Питера Вольфенсбергера (Теодор П. Вулф), с которым познакомилась во время поездки по Европе, и развелась с ним в 1939 году. Теодор Вулф организовал иммиграцию австрийского психиатра Вильгельма Райха в 1939, был переводчиком большинства его книг и статей.
В 1940 году Данбар вышла замуж второй раз за экономиста и редактора «The New Republic» Джорджа Генри Сола Младшего (1887—1970). В 1942 году у них родилась дочь Марсия.

### Образование и карьера
Данбар училась у частных преподавателей, посещала ряд частных, в основном, экспериментальных школ. В 1923 году она окончила Колледж Брин-Мар, получив двойной диплом по математике и психологии. Интерес к психологии она сохранила на всю оставшуюся жизнь. В последующие семь лет Данбар получила четыре разных диплома. В какой-то момент она училась в трёх разных заведениях на трх различных учебных программах.
В 1929 году она получила степень доктора философии в Колумбийском университете. Данбар сосредоточилась на средневековой литературе и Данте, что повлияло на её медицинскую практику и терапевтические подходы. Её докторская диссертация была написана на тему: «Символизм средневековой мысли и его выражение в „Божественной комедии“».
Во время обучения в Колумбийском университете Данбар записалась в Объединённую теологическую семинарию, в 1927 году получив степень бакалавра по теологии, и в Медицинскую Школу Йельского Университета, которую окончила в 1930 году и получила степень доктора медицины.
Интересы Данбар в интеграции религии и науки, и, в конечном счёте, медицины и психиатрии возникли у неё ещё в начале получения высшего образования. Летом 1925 года она была одной из четырёх студентов Теологической семинарии, которые были награждены стипендией для выдающихся учеников. Данбар воспользовалась ей, чтобы поехать в Европу в 1929 году, посетить Психоневрологический госпиталь, Клинику Венского Университета, где познакомилась с врачом больницы Феликсом Дойчем и его женой, психоаналитиком Хелен Дойч, у которой прошла сеансы анализа. Также во время этой поездки, она была ассистентом в психиатрической клинике Университета Цюриха в Бергхольцли и завязала переписку с Карлом Юнгом о его взглядах на религию. В продолжение её интереса к взаимоотношениям веры и выздоровления, она провела исследование психических факторов болезней, отправившись в Лурд и иные целительные святыни в Германии и Австрии, а также обучалась у Антона Бойзена (1876—1965), одного из основателей Клинического пасторального учебного движения в госпитале Вустера.
В течение 1930-х и 1940-х она была очень активна в медицинском сообществе Нью-Йорка. Данбар сыграла основополагающую роль на этапах клинического пасторского движения, в ходе которого семинаристы и священнослужители направлялись в больницы для пастырского консультирования. Она верила в важность клинической подготовки для духовенства и роли символов в понимании болезни. После завершения учёбы в аспирантуре Данбар работала помощником психиатра в Колумбийском колледже врачей и хирургов (1936—1949). Параллельно с 1931 до 1934 года она работала ассистентом-врачом в Пресвитерианской больнице и Клинике Вандербильта. Кроме того, начиная с 1930 года Данбар занимала должность первого директора и медицинского советника Совета по клинической подготовке студентов-богословов. Её растущие фрейдистские и райхские взгляды способствовали её уходу из Совета в 1942 году.
Она также была директором Объединённого комитета по вопросам религии и здоровья Федерального совета церквей в Америке и Нью-Йоркской медицинской академии с 1931 по 1936 год. Её доклад «Эмоции и телесные изменения: обзор литературы по психосоматическим взаимоотношениям: 1910—1933», ставший классическим, был сделан в этом комитете. Она была инструктором Нью-Йоркского психоаналитического института с 1941 по 1949 год. А в 1942 году основала Американское Психосоматическое Общество и была основателем и первым редактором, выпускаемого им журнала «Психосоматическая Медицина» Архивная копия от 7 мая 2017 на Wayback Machine.

### Исследования и вклад в науку
Данбар полагала, что психика и сома, тело и душа, тесно связаны, и врач должен следить и за тем, и за другим, для успешного излечения пациента. Она стремилась увидеть пациента в их мире, и только затем интегрировать этот образ с болезненными симптомами. Исследования Данбар в Колумбийском университете работы Данте привели её к «символу осознания», который, подобно символам в средневековой и ренессансной литературе, в психосоматической медицине и психиатрии проливает свет или ссылаются на множество значений, событий и состояний. Для Данбар интерес к символам и символизации привлекал внимание к целому, свойства которого всегда больше простой суммы его частей.
Данбар также пыталась расширить использование психоанализа в соматической области. Она предложила физический механизм для психики, который, ссылаясь на первые два закона термодинамики, она назвала «эмоциональная термодинамика». Первый закон означает, что психологическая энергия ищет выход через физические симптомы из-за своей неспособности выражаться психически. Второй закон гласит, что постоянные проблемы в личности могут привести к утечке энергии и, в конечном итоге, к соматической дисфункции. Данбар рассматривала психику как материальную сущность, стремящуюся к собственному равновесию, посредством энергии, текущей от невидимого духа к материальному телу. Однако исследование Данбар показало корреляционную, а не причинную связь между психическими и физическими явлениями.
Данбар организовала один из первых массовых исследовательских проектов в психосоматике, который стал основным в её карьере. Всесторонне изучив социально-психологический анамнез 1600 пациентов, госпитализированных к Колумбийский Пресвитерианский госпиталь с 1934 по 1938 год, она сделала вывод об общности личностных черт у больных с одинаковыми диагнозами (как правило, хроническими заболеваниями), описав «личностные профили» больных с язвенной болезнью желудка и двенадцатиперстной кишки, ишемической болезнью сердца, мигренью, сахарным диабетом, бронхиальной астмой, больных, подверженных травматизации и т. п., сгруппировав совпадения пациентов по типам личности: язвенный тип, сердечный тип, артритный и др. По Данбар данные профили имеют диагностическое, прогностическое и терапевтическое значение, а сочетание личностных черт предрасполагает к развитию определённой соматической патологии. Эмпирическая проверка показала несостоятельность этой личностно-типологической теории, однако её ценность, как и ценность психодинамических концепций, состоит в привлечении внимания к личности больного и эмоциональным факторам, а не просто симптомам.

### Конец жизни, смерть
К концу жизни Данбар обладала тяжёлым характером, который часто приводил к конфликтам. Последние годы её жизни были трудными, она столкнулась с самоубийствами секретаря, который был её близким другом (в 1948 году) и пациента (в 1951 году). В 1954 году она попала в серьёзную автомобильную катастрофу. Данбар начала справляться со стрессами, периодически обращаясь к алкоголю. Это заставило её уйти с должности в Американском психосоматическом обществе. От неё отвернулись лидеры Совета по клинической подготовке студентов-богословов. Также потеряла свою позицию в качестве медицинского директора, когда потребовала принятия её собственной версии психоанализа как ортодоксального.
21 августа 1959 года Данбар была найдена мёртвой в своём бассейне. Первоначально предполагалось самоубийство, однако конечная версия — смерть в результате несчастного случая, вызванного, вероятно, сердечным приступом. Франц Александер в некрологе, опубликованном в Американском Журнале по психиатрии, сказал, что никто не был так эффективен в создании психосоматического подхода к медицине, как Фландерс Данбар.